# Oumar Traoré (calciatore maliano)
Oumar Traoré (Bamako, 20 luglio 2002) è un calciatore maliano, centrocampista dell'Al-Jazira.

## Carriera

### Club
Cresciuto nella società dell'ASO Missira, debutta in prima squadra con lo Stade Malien. Con questa compagine disputa, da titolare, il doppio confronto contro l'ASEC Mimosas del primo turno della CAF Champions League giocato nel mese di dicembre del 2018, da cui la sua squadra esce sconfitta. Un mese dopo, invece, è ancora in campo in ambito internazionale prendendo parte alla doppia sfida contro il Petro Atlético nel secondo turno della CAF Confederation Cup.
All'inizio della stagione 2020-2021 si trasferisce all'Al-Jazira, con cui gioca 25 partite in campionato segnando 5 gol (di cui una doppietta nella partita inaugurale del campionato e un'altra all'ultima giornata). Prende parte anche al doppio confronto contro l'Ittihad Kalba valevole per il primo turno della Coppa di Lega. Nella stagione successiva disputa 4 partite internazionali: due presenze le ottiene in AFC Champions League, mentre le altre due nel mondiale per club (subentrato nella partita del secondo turno contro i sauditi dell'Al-Hilal e titolare nello spareggio per il quinto posto contro i messicani del Monterrey).

### Nazionale
Ha esordito con la nazionale maliana il 27 luglio 2019 nell'incontro vinto per 4-0 in trasferta contro la Guinea-Bissau nell'andata del primo turno delle qualificazioni al campionato delle nazioni africane 2020. Successivamente disputa altri due incontri, sempre nelle stesse qualificazioni: il 4 agosto dello stesso anno la gara di ritorno in casa contro la Guinea-Bissau, battuta per 3-0, e il 21 settembre seguente nel pareggio per 0-0 contro la Mauritania nell'andata del secondo turno.

## Statistiche

### Presenze e reti nei club
Statistiche aggiornate al 22 luglio 2024.
| Stagione            | Squadra             | Campionato          | Campionato | Campionato | Coppe nazionali | Coppe nazionali | Coppe nazionali | Coppe continentali | Coppe continentali | Coppe continentali | Altre coppe | Altre coppe | Altre coppe | Totale | Totale |
| Stagione            | Squadra             | Comp                | Pres       | Reti       | Comp            | Pres            | Reti            | Comp               | Pres               | Reti               | Comp        | Pres        | Reti        | Pres   | Reti   |
| ------------------- | ------------------- | ------------------- | ---------- | ---------- | --------------- | --------------- | --------------- | ------------------ | ------------------ | ------------------ | ----------- | ----------- | ----------- | ------ | ------ |
| 2018-2019           | Stade Malien        | -                   | -          | -          | -               | -               | -               | CCL+CCC            | 4+2                | 2+0                | -           | -           | -           | 6      | 2      |
| 2019-2020           | Stade Malien        | PD                  | ?          | ?          | -               | -               | -               | -                  | -                  | -                  | -           | -           | -           | ?      | ?      |
| Totale Stade Malien | Totale Stade Malien | Totale Stade Malien | ?          | ?          |                 | -               | -               |                    | 6                  | 2                  |             | -           | -           | 6+     | 2+     |
| 2020-2021           | Al-Jazira           | PL                  | 25         | 5          | CEAU+CdL        | 1+2             | 0+0             | -                  | -                  | -                  | -           | -           | -           | 28     | 5      |
| 2021-2022           | Al-Jazira           | PL                  | 18         | 3          | CEAU+CdL        | 2+5             | 0+0             | ACL                | 2                  | 1                  | Cmc+SEAU    | 2+0         | 0           | 29     | 4      |
| 2022-2023           | Al-Jazira           | PL                  | 26         | 0          | CEAU+CdL        | 3+5             | 2+2             | -                  | -                  | -                  | -           | -           | -           | 34     | 4      |
| 2023-2024           | Al-Jazira           | PL                  | 25         | 5          | CEAU+CdL        | 2+3             | 0+3             | -                  | -                  | -                  | -           | -           | -           | 30     | 8      |
| Totale Al-Jazira    | Totale Al-Jazira    | Totale Al-Jazira    | 94         | 13         |                 | 23              | 7               |                    | 2                  | 1                  |             | 2           | 0           | 121    | 22     |
| Totale carriera     | Totale carriera     | Totale carriera     | 94+        | 13+        |                 | 23              | 7               |                    | 8                  | 3                  |             | 2           | 0           | 127+   | 23+    |

### Cronologia presenze e reti in nazionale
| Cronologia completa delle presenze e delle reti in nazionale ― Mali | Cronologia completa delle presenze e delle reti in nazionale ― Mali | Cronologia completa delle presenze e delle reti in nazionale ― Mali | Cronologia completa delle presenze e delle reti in nazionale ― Mali | Cronologia completa delle presenze e delle reti in nazionale ― Mali | Cronologia completa delle presenze e delle reti in nazionale ― Mali | Cronologia completa delle presenze e delle reti in nazionale ― Mali | Cronologia completa delle presenze e delle reti in nazionale ― Mali |
| Data                                                                | Città                                                               | In casa                                                             | Risultato                                                           | Ospiti                                                              | Competizione                                                        | Reti                                                                | Note                                                                |
| ------------------------------------------------------------------- | ------------------------------------------------------------------- | ------------------------------------------------------------------- | ------------------------------------------------------------------- | ------------------------------------------------------------------- | ------------------------------------------------------------------- | ------------------------------------------------------------------- | ------------------------------------------------------------------- |
| 27-7-2019                                                           | Bissau                                                              | Guinea-Bissau                                                       | 0 – 4                                                               | Mali                                                                | Qual. Campionato delle nazioni africane 2020                        | -                                                                   | 68’                                                                 |
| 4-8-2019                                                            | Bamako                                                              | Mali                                                                | 3 – 0                                                               | Guinea-Bissau                                                       | Qual. Campionato delle nazioni africane 2020                        | 1                                                                   |                                                                     |
| 21-9-2019                                                           | Nouakchott                                                          | Mauritania                                                          | 0 – 0                                                               | Mali                                                                | Qual. Campionato delle nazioni africane 2020                        | -                                                                   | 56’                                                                 |
| Totale                                                              |                                                                     | Presenze                                                            | 3                                                                   |                                                                     | Reti                                                                | 1                                                                   |                                                                     |

## Palmarès

### Club

#### Competizioni nazionali
- Campionato maliano: 1

Stade Malien: 2019-2020
- UAE Arabian Gulf League: 1

Al-Jazira: 2020-2021
- UAE Super Cup: 1

Al-Jazira: 2021
- UAE League Cup: 1

Al-Jazira: 2024-2025